# Mike van de Meulenhof
Mike van de Meulenhof (Helmond, 11 mei 1999) is een Nederlandse voetballer die dienstdoet als doelman. Hij debuteerde op 12 januari 2018 in het betaald voetbal als speler van Jong PSV.

## Carrière
Van de Meulenhof verruilde de jeugdopleiding van VVV-Venlo in juli 2012 voor die van PSV. Hier doorliep hij alle verdere jeugdelftallen. Van de Meulenhof maakte op 12 januari 2018 zijn debuut in het betaald voetbal. Hij speelde die dag met Jong PSV een wedstrijd in de Eerste divisie, thuis tegen Helmond Sport (1–2 verlies).
Zijn contract liep tot de zomer van 2020 en werd niet verlengd.

## Clubstatistieken
| Seizoen     | Club        | Competitie     | Competitie | Competitie | Beker | Beker | Internationaal | Internationaal | Totaal | Totaal |
| Seizoen     | Club        | Competitie     | Wed.       | Dlp.       | Wed.  | Dlp.  | Wed.           | Dlp.           | Wed.   | Dlp.   |
| ----------- | ----------- | -------------- | ---------- | ---------- | ----- | ----- | -------------- | -------------- | ------ | ------ |
| 2017/18     | Jong PSV    | Eerste divisie | 1          | 0          | 0     | 0     | —              | —              | 1      | 0      |
| 2018/19     | Jong PSV    | Eerste divisie | 12         | 0          | 0     | 0     | —              | —              | 12     | 0      |
| 2019/20     | Jong PSV    | Eerste divisie | 4          | 0          | 0     | 0     | —              | —              | 4      | 0      |
| Club totaal | Club totaal | Club totaal    | 17         | 0          | 0     | 0     | 0              | 0              | 17     | 0      |

Bijgewerkt t/m 5 oktober 2019

## Interlandcarrière
Van de Meulenhof kwam uit voor Nederland –15, Nederland –16 en Nederland –17. Hij nam met Nederland onder zeventien deel aan het EK –17 van 2016. Zijn ploeggenoten en hij kwamen hierop tot de halve finale, waarin ze verloren van de latere toernooiwinnaar Portugal –17. Van de Meulenhof keepte alle vijf de wedstrijden die zijn ploeg speelde dat toernooi. Hij debuteerde in 2016 in Nederland –18 en in 2017 in Nederland –19.